# John C. Ten Eyck

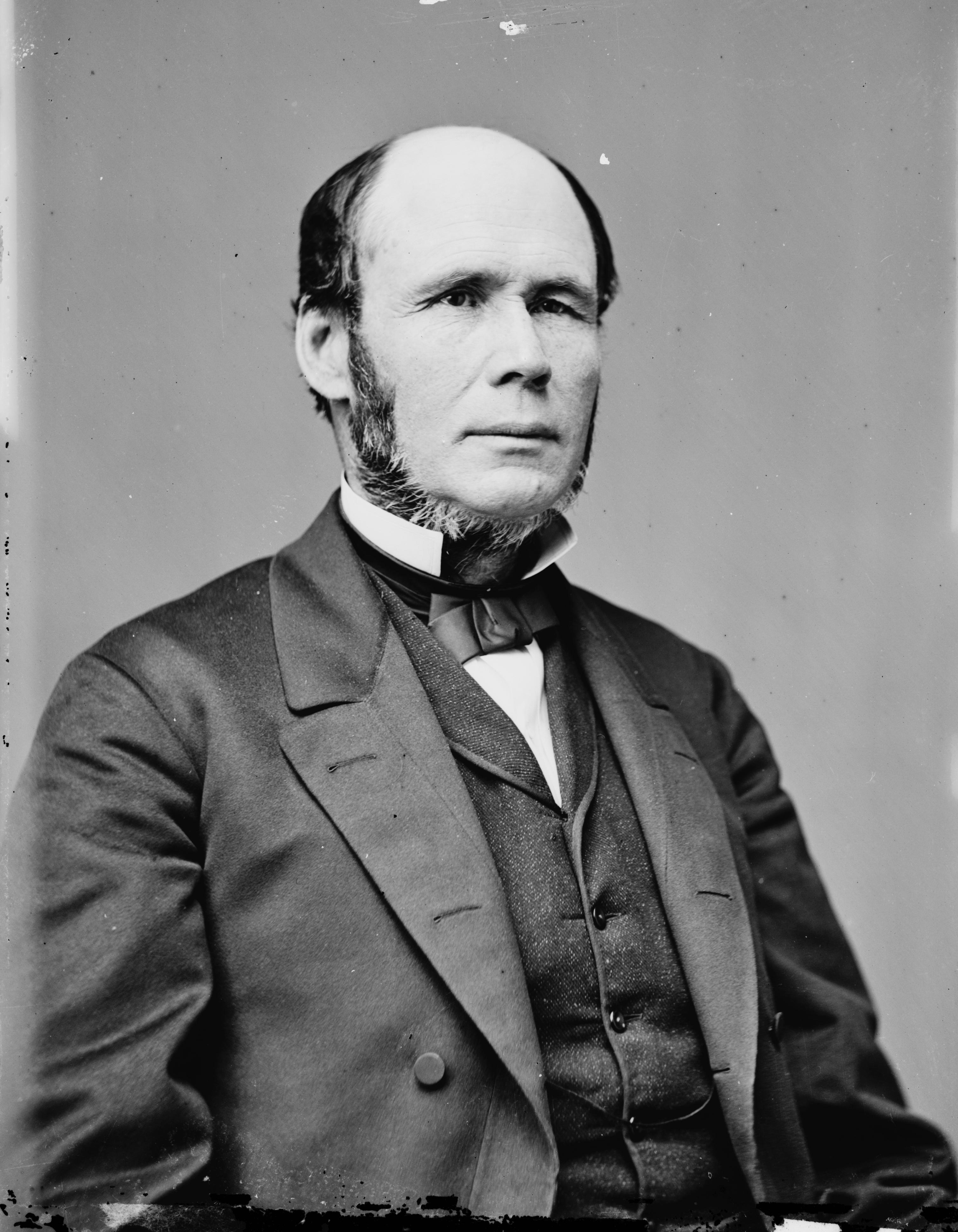
John C. Ten Eyck

John Conover Ten Eyck, född 12 mars 1814 i Freehold, New Jersey, död 24 augusti 1879 i Mount Holly, New Jersey, var en amerikansk republikansk politiker och jurist. Han representerade delstaten New Jersey i USA:s senat 1859-1865.
Ten Eyck studerade juridik och inledde 1835 sin karriär som advokat i Burlington. Han var åklagare för Burlington County 1839-1849.
Ten Eyck efterträdde 1859 William Wright som senator för New Jersey. Han kandiderade utan framgång till omval efter en mandatperiod i senaten och efterträddes 1865 som senator av John P. Stockton.
Ten Eycks grav finns på St. Andrew's Cemetery i Mount Holly.